# Bradshaw (Nebraska)
Bradshaw é uma vila localizada no estado americano de Nebraska, no Condado de York.

## Demografia
Segundo o censo americano de 2000, a sua população era de 336 habitantes. 
Em 2006, foi estimada uma população de 325, um decréscimo de 11 (-3.3%).

## Geografia
De acordo com o United States Census Bureau, a localidade tem uma área de 0,9 km², sem área coberta por água. Bradshaw localiza-se a aproximadamente 524 m acima do nível do mar.

## Localidades na vizinhança
O diagrama seguinte representa as localidades num raio de 20 km ao redor de Bradshaw. 